# خالد سلطان بن عيسى
خالد سلطان بن عيسى القناعي (4 أبريل 1940 - )؛ نائب سابق في مجلس الأمة الكويتي.

## عن حياته
حاصل على بكالوريوس هندسة وماجستير في إدارة الأعمال. تقلد عدة مناصب منها مراقب الشؤون الإدارية بوزارة المالية، ومراقب الشؤون الاقتصادية بوزارة المالية والنفط، وعضو مجلس التخطيط الكويتي، ووكيل مساعد بوزارة الكهرباء والماء، وعضو مجلس الأمة 1981، 2008، 2009، فبراير 2012، المبطل بحكم المحكمة الدستورية، كما تقلد منصب ورئيس جمعية الخريجين الكويتية، ورئيس جمعية إحياء التراث الإسلامي، ورئيس شركة المقاولات والخدمات البحرية، ورئيس شركة الدار للهندسة والإنشاء، ورئيس شركة الامتياز للاستثمار، وعضو جمعية المهندسين الكويتية.

## السيرة البرلمانية
شارك في انتخابات مجلس الأمة الكويتي 1981 في الدائرة الثانية، وحصل على المركز الثاني برصيد 275 وفاز بالانتخابات، وشارك في انتخابات مجلس الأمة الكويتي 1985 في الدائرة الثانية، وحصل على المركز الرابع برصيد 404 أصوات وخسر الانتخابات، وشارك في انتخابات مجلس الأمة الكويتي 1992 في الدائرة الثالثة، و حصل على المركز الثالث برصيد 566 صوت وخسر الانتخابات، وشارك في انتخابات مجلس الأمة الكويتي 1996 في الدائرة الثالثة، وحصل على المركز الثالث برصيد 678 صوت وخسر الانتخابات، وشارك في انتخابات مجلس الأمة الكويتي 1999 في الدائرة الثالثة، وحصل على المركز الثالث برصيد 731 صوت وخسرس الانتخابات، وشارك في انتخابات مجلس الأمة الكويتي 2008 في الدائرة الثانية، وحصل على المركز الثالث برصيد 8657 وفاز بالانتخابات. كما شارك في انتخابات مجلس الأمة الكويتي 2009 في الدائرة الثانية، وحصل على المركز السادس برصيد 5061 وفاز بالانتخابات، كما شارك في انتخابات مجلس الأمة الكويتي 2012 في الدائرة الثانية، وحصل على المركز التاسع برصيد 4778 وفاز بالانتخابات، الا أن المحمكة الدستورية أبطلت المجلس.

## مواقفه في مجلس الأمة
| الكتل                                                                           | التجمع الإسلامي السلفي          |
| اللجان                                                                          | الخارجية - الميزانيات - المالية |
| قانون صندوق المعسرين                                                            | موافق                           |
| الموازنة العامة للدولة                                                          | غير موجود                       |
| قانون ضمان الودائع البنكية                                                      | مؤيد                            |
| إعادة تشكيل اللجان المؤقتة                                                      | موافق                           |
| تقرير اللجنة المالية الرافض لإقامة الدواوين                                     | موافق                           |
| مقترح الحركة الدستورية الإسلامية في التحقيق في الشراكة مع داو و المصفاة الرابعة | غير موافق                       |
| التحقيق في عمل فريق الإزالات                                                    | رافض                            |
| مقترح اللجنة الثلاثية في التحقيق في داو و المصفاة الرابعة                       | موافق                           |